# Geomorfologický subsystém
Geomorfologický subsystém je jednotka druhé nejvyšší úrovně v hierarchickém geomorfologickém členění povrchu Země v podobě, v jakém se toto členění obvykle uplatňuje v Česku. Nadřazenou jednotkou je geomorfologický systém, podřazenou geomorfologická provincie.
Subsystém typicky tvoří rozsáhlejší horstvo nebo nížina, na rozdíl od geomorfologického systému je tedy vymezení více orografické než geologické. Podle Demka (1987) subsystém odpovídá „orografickému komplexu základní strukturně-tektonické jednotky“.
Příklady: Alpy, Karpaty, Hercynská pohoří.